# Арсений (инок)
Инок Арсений (1852, пос. Висимо-Уткинский завод, Верхотурский уезд, Пермская губерния — 2 ноября 1937, Казань) — русский религиозный деятель, идеолог и организатор старообрядчества, наставник староверов страннического согласия, четвертый патриарх (старший преимущий) страннического толка статейников-иерархитов. С 1910 год по 1937 год возглавлял церковь странников-статейников — самое крупное и влиятельное направление в странническом согласии.

## Биография
От рождения — Павел Васильевич Рябинин. Из семьи крестьян-старообрядцев часовенского согласия. В 17 лет стал сидельцем в лавке.
В 19 лет бежал из мира, вступил в местную общину странников-статейников и был крещён с именем Александр. Через некоторое время вернулся в мир. В 1880 г. работал приказчиком в лавке В. С. Кузнецова в Невьянском заводе Екатеринбургского уезда Пермской губернии. Был обвинен в преступлении — соучастии в убийстве жены хозяина лавки. 25 июля 1882 г. был осужден Екатеринбургским окружным судом на 10 лет каторжных работ и вечное поселение в Сибири. Бежал с этапа или с поселения, вернулся к странникам, приехав в Ярославскую губернию (ок. 1885 г.). С 1889 г. в окружении Никиты Семёнова. После его смерти в 1894 г. вместе с племянницей покойного Ариадной Артамоновной уехал в Пермь, где купил дом. Занимал должность помощника руководителя Казанского «предела» (округа) странников-статейников Саввы Анисимова. 1 сентября 1900 г. соборно избран первым помощником руководителя согласия странников-статейников (старшего преимущего) Корнилия Петровича Пятакова, ответственным за проповедничество. 
21 августа 1910 года Собор статейников отстранил Пятакова от руководства согласием, а старшим преимущим был избран Александр Рябинин.
Рябинина характеризовало стремление к упрочению земных оснований общинной жизни. Он создал в Данилове странническое духовное училище, в котором занимались до 100 слушателей, при училище действовала библиотека. По его инициативе в Данилове на деньги согласия были открыты бакалейная лавка, слесарная и никелировочная мастерская, где работали специалисты по металлообработке с Урала. В мастерской делали иконостасы, киоты, самовары, тазы. Работники трудились в основном на «монастырских условиях». В торговлю было вложено около 4 тысяч рублей. Была также построена паровая мельница, ценность мельничного предприятия составляла ок. 25 тыс. руб. Это хозяйственное развитие общины, а также стремление Рябинина жестко руководить жизнью других общин, вызывало критику значительной части согласия и его мирских благодетелей-странноприимцев (в частности купцов Понизовкиных): «Вместо мироотречника оказался мукомельник». Купчиха Агафья Понизовкина (мирская странница Агафья Никитишна Шигалева) обратилась к странникам с призывом «оставаться верными учению и заветам Христа, быть в прямом смысле странниками, а не промышленниками и торговцами». В свое оправдание Рябинин ссылался на апостола Павла, который де сам лично торговал. Мельница и торговля, в его толковании, служили благу: для «прикрытия христиан», «научения проповедников», для пропитания общинников.
Во главе оппозиции стояли Федор Михайлов — старший Вичугского округа, один из влиятельных наставников — и К. П. Пятаков. В мае 1913 г. состоялись соборы сторонников Рябинина (которого поддержало большинство наставников) и оппозиционеров, обе стороны анафематствовали друг друга.
13 августа 1914 г. Рябинин как беглый каторжник был арестован в Ярославле и отправлен в Александровскую тюрьму Иркутска. 22 апреля 1918 г. был освобождён из заключения, вернулся в Данилов и вновь возглавил согласие. Около конца 1921 г. — начала 1922 г. во время тяжёлой болезни принял иноческий постриг с именем Арсений. Хозяйственная и образовательная деятельность странников в Данилове была к тому времени прекращена. В 1920-х гг. по инициативе Арсения в Данилове был создан сельскохозяйственный кооператив (колхоз) «Аксиома», где работали люди, сочувствовавшие странникам (около 25 человек), при кооперативе существовали помещения для укрывательства странников.
Последняя и безуспешная попытка примирения сторонников Арсения и Фёдора Михайлова в состоялась в д. Савинская на Большом беседно-разбирательном и судебном соборе, который проходил с 25 сентября по 1 октября 1927 г.
Около 1930 года даниловский центр странников-статейников был разгромлен советскими властями. Арсений уехал в Казань, откуда продолжал руководить согласием.
29 июня 1933 года в Казани арестован Павел Васильевич Рябинин как «организатор ИПХС» (обвинялся по статье 58-7 и 58-11 УК РСФСР). 14 ноября 1933 приговорён к сроку предварительного заключения. Указана ещё одна фамилия Рябинина — Павел Васильевич Творцов.